# Godron

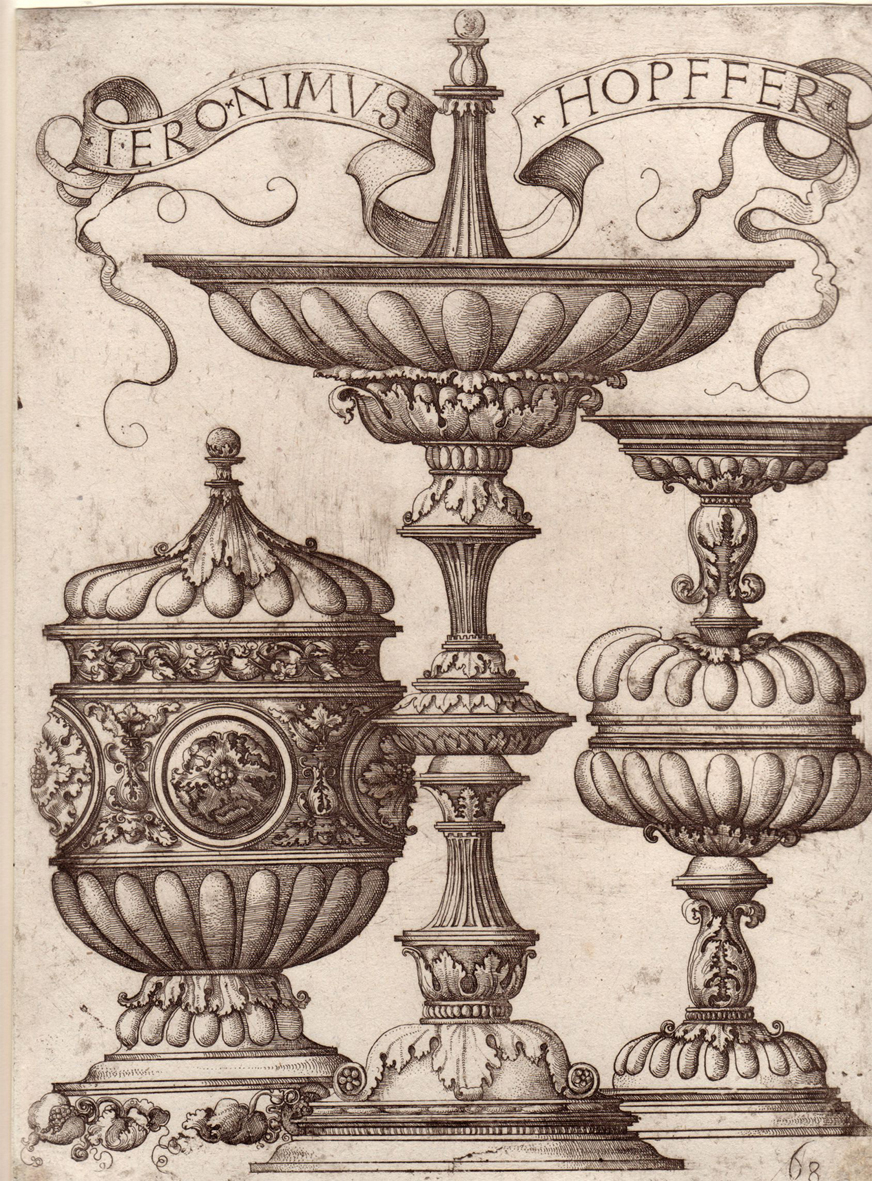
Návrhy na stříbrné poháry a mísy, Jeroným Hopffer, Norimberk 1540

Godron (z franc. goder vroubkovat; anglicky gadroon), česky také vývalek je motiv plastického ornamentu na povrchu nebo na okraji předmětu, zpravidla nádoby.

## Tvar a uspořádání
Godron je tvořen opakováním stejných vypuklých vroubků, uspořádaných v řadě nebo radiálně po obvodu, nebo soustředně v kruhu.
Godron může být rovný, kónický nebo ukloněný, vždy nahoře zaoblený.

## Funkce
Godron má dvojí funkci: dekorační - pouhá výzdoba, praktický: zpevňuje stěnu předmětu, pomáhá ji chránit před deformací.

## Historie
Původ godronu je v antickém uměleckém řemesle řeckém a římském, a z něj odvozených dekorech na renesančních a barokních nádobách kovaných či tepaných. Ze zlatnictví a kovářství byl přenesen do glyptiky.
Godronování je výrobní postup vybíjení, vyražení, vytepávání, vyřezávání nebo vybroušení godronů.

## Analogie
- Vejcovec, podobný, ale osově symetrický, na obou stranách zaoblený motiv
- Perlovec, podobný, ale polokulovitý motiv
- Hruškovec, podobný ovocný motiv

## Příklady

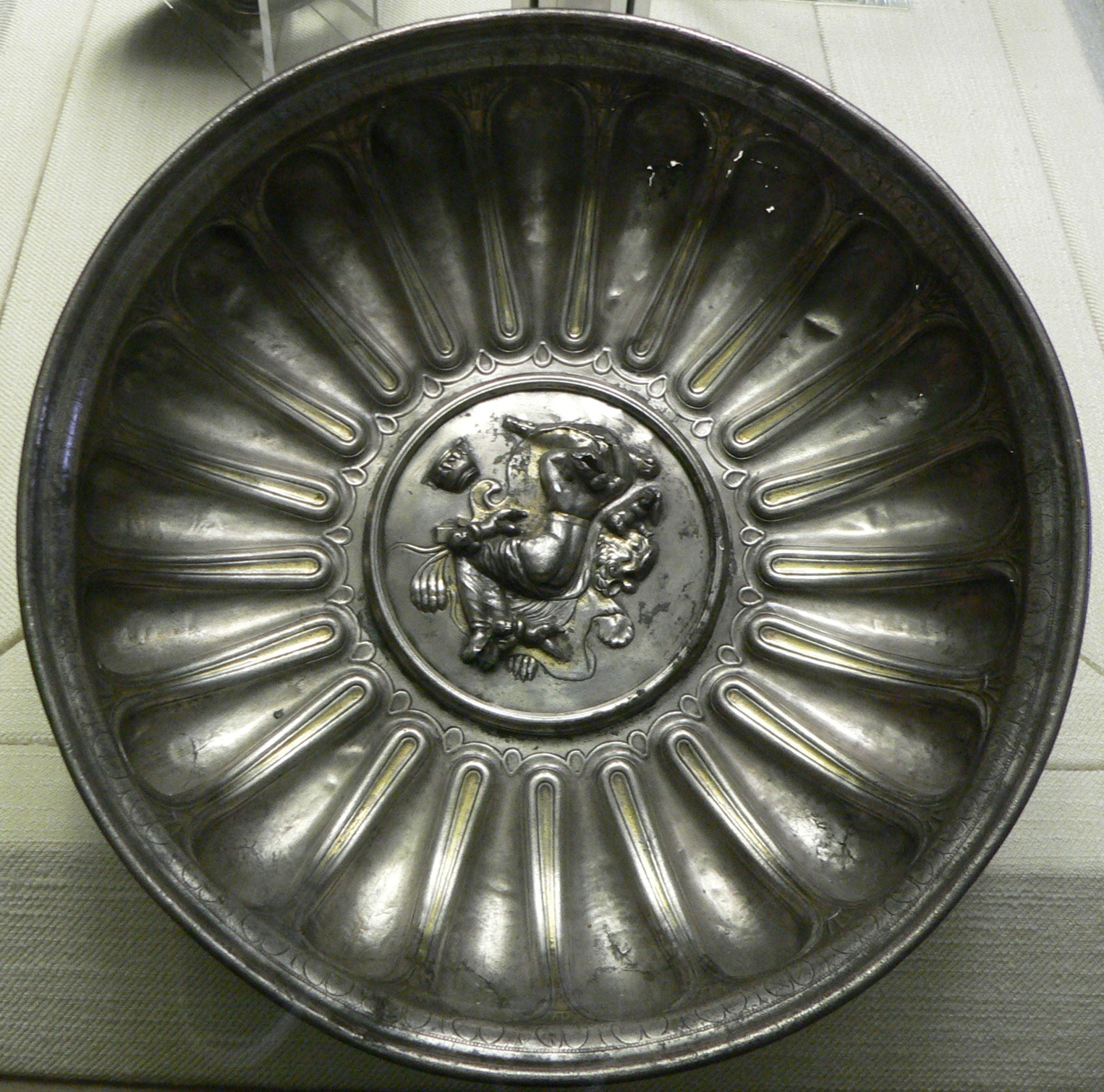
Mísa, stříbro, Berthouville, 300 př. n. l.
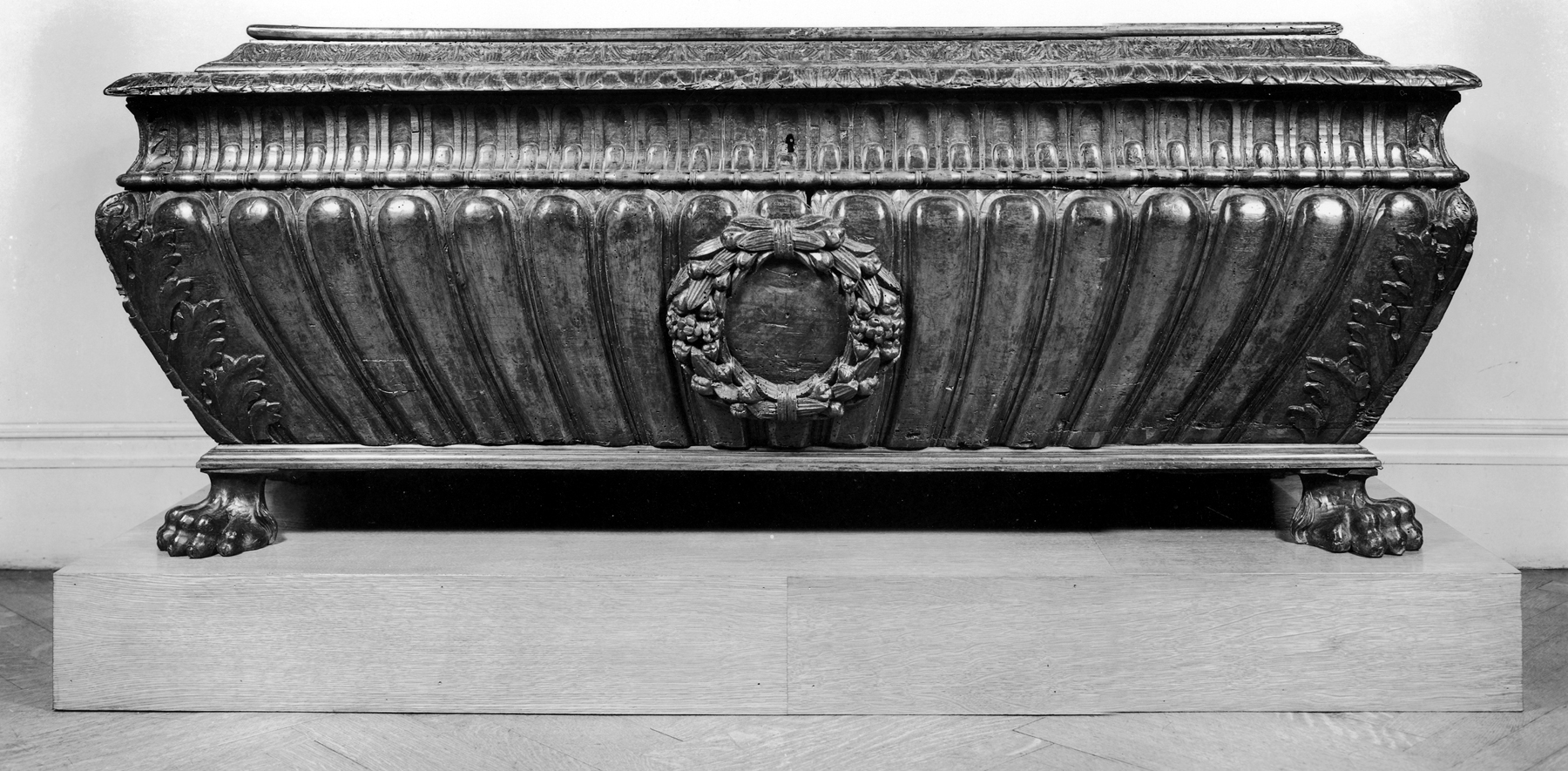
Truhla "cassone", dřevo, Itálie, 16. stol.
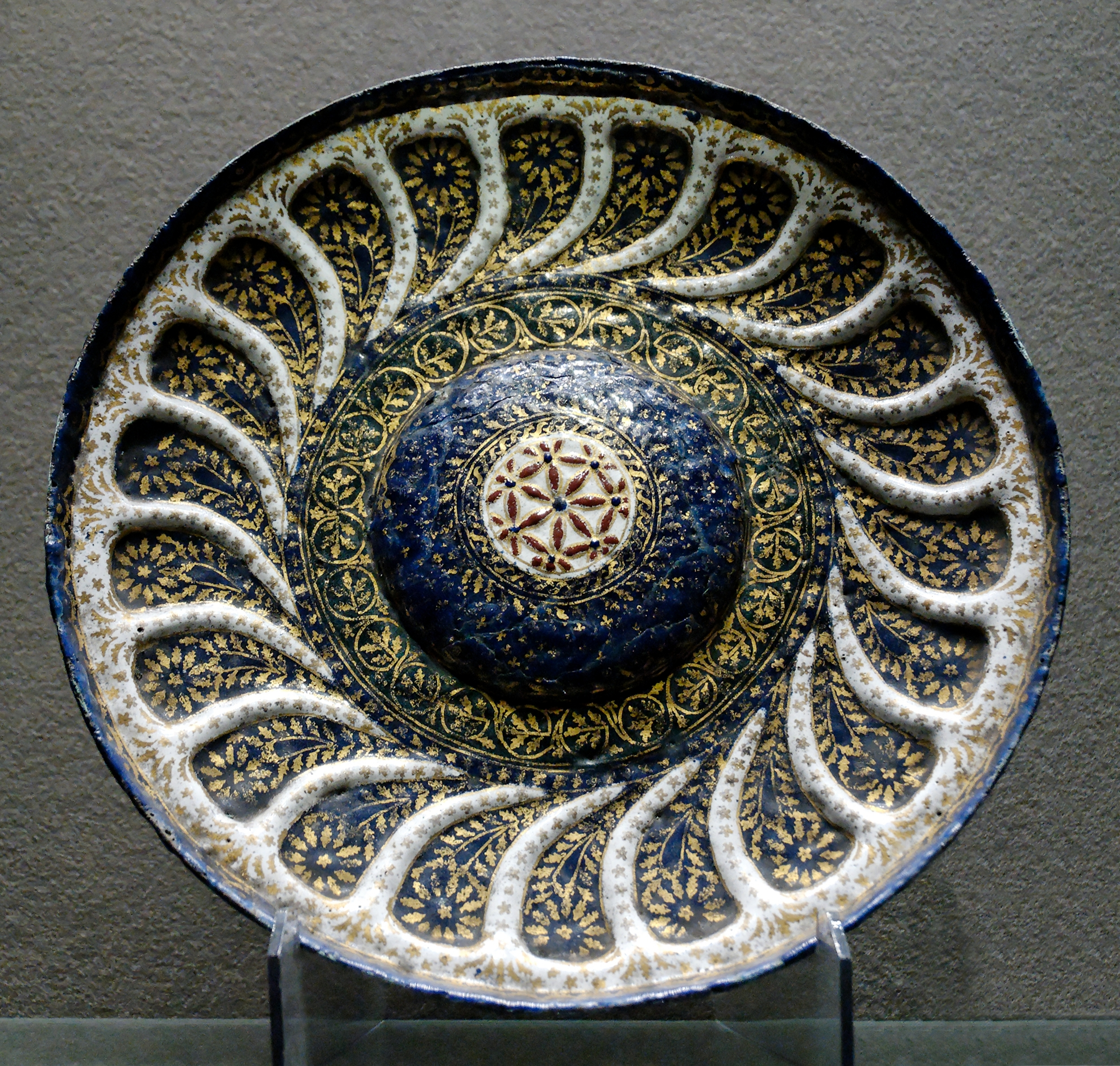
Mísa, email a měď, Francie, 16. stol.
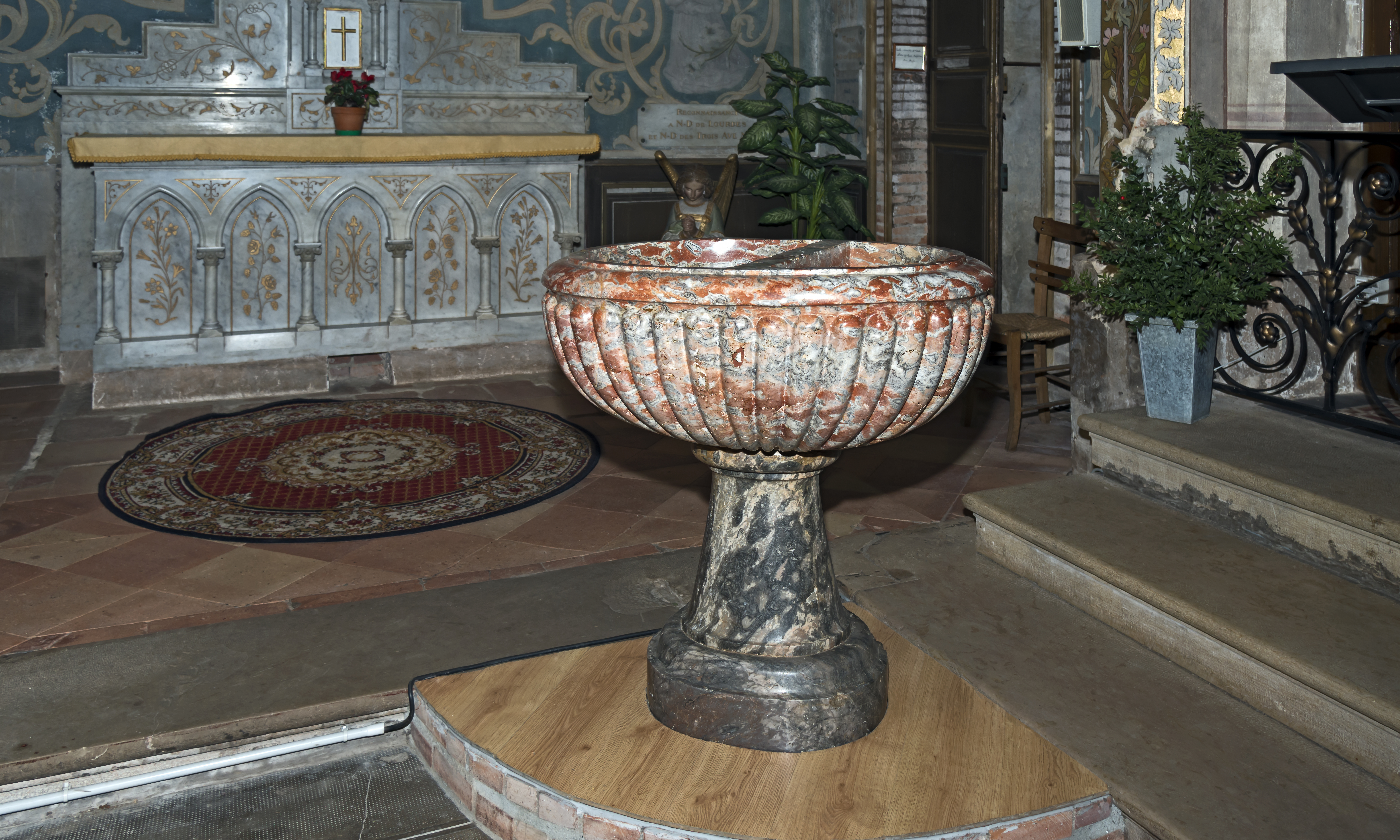
Křtitelnice, mramor, Francie 18. století
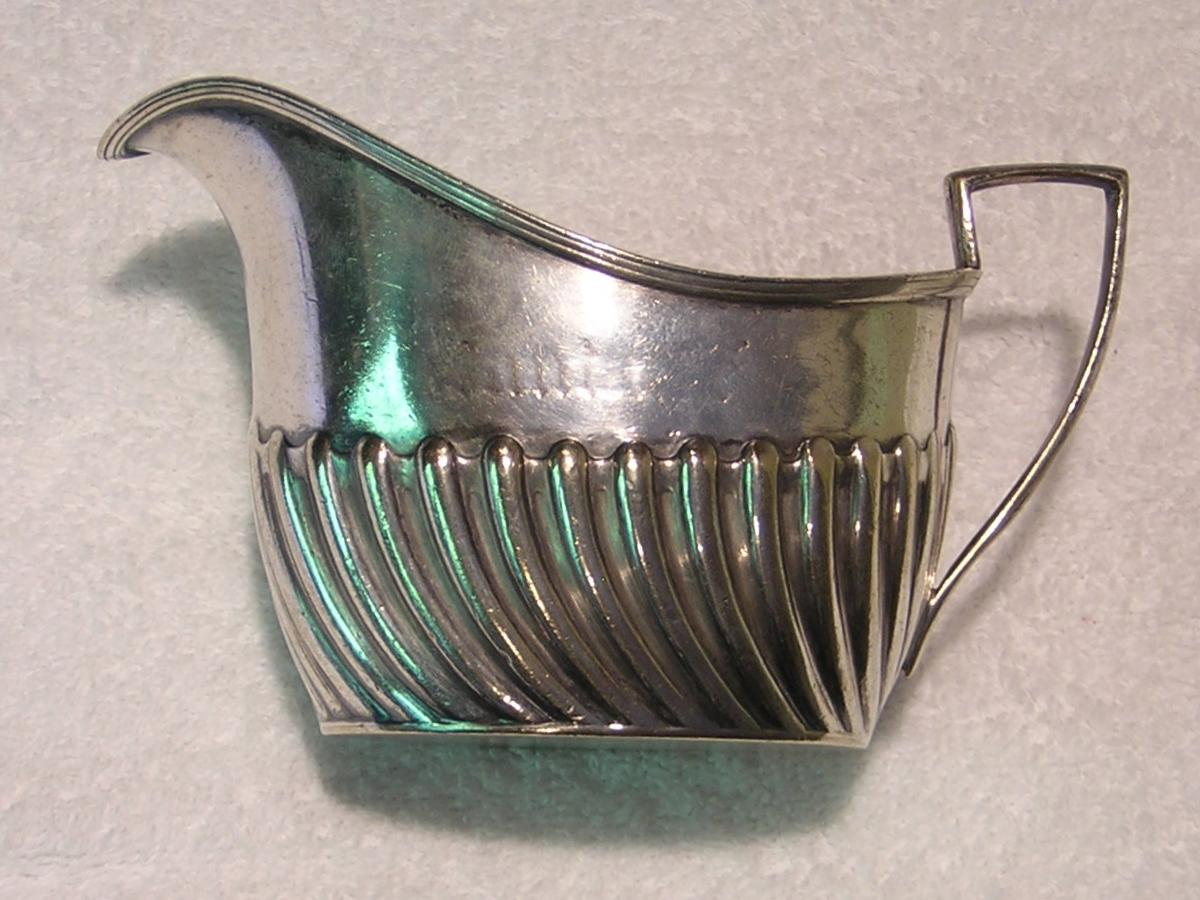
Konvička na mléko, Spojené státy, konec 19. stol.